# 미얀마의 언어

미얀마 언어 지도

다음은 미얀마의 언어에 관한 내용이다. 미얀마의 공식 언어는 버마어이다. 미얀마의 인구 중 80% 이상이 미얀마어를 사용하며, 전체 인구의 10%는 태국어를 할 줄 안다. 태국과 가까운 샨 스테이트 지역에서는 태국어를 사용하는 인구가 많다. 미얀마는 다인종 국가로 소수 종족의 언어까지 포함하면 약 107개의 언어가 있다.